# أطفال هايدي
أطفال هايدي (بالفرنسية: Heidi et ses enfants)‏ هي رواية صدرت عام 1939، وهي تعد الثانية من بين أربع روايات متممة لسلسلة هايدي الأصلية للكاتبة يوهانا شبيري، كتبها تشارلز تريتن، مترجم اعمال شبيري إلى الفرنسية و الانجليزية . نُشرت لأول مرة باللغة الفرنسية من قبل فلاماريون في باريس عام 1939، وفي نفس العام نشرة في نيويورك من قبل جروسيت ودنلاب.
سبقتها رواية هايدي تكبر : تكملة لهايدي وفي بلاد هايدي، وتلتها روايتا هايدي الجدة وابتسامة هايدي.

## الحبكة
هايدي وبيتر يعيشان حياة زوجية سعيدة وينتظران مولودهما الأول. صديقة هايدي منذ أيام المدرسة، جين ماري (جايمي)، لا تزال تواصل دراستها في المدرسة المحلية وتعيش معهما في منزل الطبيب في دورفلي. تتلقى جايمي رسالة من مارتا، شقيقتها الصغرى، تطلب منها أن تسأل هايدي ما إذا كان بإمكان الطفلة الإقامة معهم. يعاني والدا مارتا من صعوبة في التعامل مع نوبات غضبها العاطفية، التي أصبحت أكثر تكرارًا وشدة منذ وفاة مارتا وجدة جايمي. تعتقد جايمي أن هايدي هي الشخص الوحيد القادر على مساعدة شقيقتها.
توافق هايدي على استقبال مارتا، التي تسافر إلى دورفلي للإقامة معهم. تصل مارتا وهي طفلة خجولة ومذعورة، وتجد صعوبة في التكيف مع أسلوب حياة الفلاحين السويسريين البسيط. في البداية، تخاف من عم هايدي الصارم، لكنها مع الوقت تبدأ بالتقرب منه وتطوير علاقة مودة، خاصة مع دعمه لها في دراستها. ومع تقدم العم في السن وظهور علامات الوهن عليه، يصبح أكثر ميلاً للحديث عن ماضيه. ومع ذلك، يبقى جزء كبير من حياته السابقة غامضًا، خاصة فيما يتعلق بهوية زوجته، جدة هايدي.
مع موسم ازدهار الفراولة، تنجب هايدي توأمين بدلاً من طفل واحد – صبي وفتاة أسمتهما توبياس ومارتا، بناءً على اقتراح الجد. يحظى توبياس ومارتا بحب واهتمام الجميع، بما في ذلك مارتا الصغيرة التي تشعر بمودة خاصة تجاههما.
تتعلم مارتا العديد من الدروس المهمة خلال إقامتها في دورفلي. في إحدى التجارب التي لا تُنسى، انضمت إلى مجموعة من فتيات المدرسة لقطف الفراولة. نصحتها هايدي بتقليد الأخريات، خوفًا من أن تكون مارتا غير متأكدة مما يجب عليها فعله.
شعر العم بغياب مارتا، وعندما أخبرته هايدي أنها ذهبت لقطف الفراولة، عبّر عن شوقه لتذوق التوت الحلو. لكن مع تأخر مارتا عن العودة إلى المنزل بحلول الليل، بدأ الجميع يشعر بالقلق. بعد فترة، عادت مارتا بسعادة، وأوضحت أنها ذهبت مع الفتيات إلى ماينفيلد لبيع التوت الذي قطفته.
استشاط العم غضبًا واتهم مارتا بأنها مثل جدتها تمامًا، مهووسة بالمال. وبسخرية لاذعة، طلب منها أن تقضم العملة التي حصلت عليها لبيع التوت، ليتأكد مما إذا كانت حلوة مثل التوت نفسه.
للأسف، يرحل العم عن الحياة بعد فترة قصيرة من الحادثة. أثناء وفاته، كانت مارتا تلعب في الحديقة مع الأطفال، وتخيلت رؤية يد عظيمة تمتد من السماء. بعد وفاته، تسلم هايدي لمارتا طردًا صغيرًا كان العم قد تركه لها. لكن عند فتح الطرد، تكتشف مارتا أنه فارغ.
هذا الاكتشاف يهز إيمانها بشدة، ويؤدي إلى تراجع ملحوظ في سلوكها. يزداد الوضع سوءًا عندما يصل والدا مارتا وجيمي لزيارتها. تشعر مارتا برعب شديد عندما تدرك أنهما جاءا ليأخذاها إلى المنزل.
كشفت قصة الجد. كان نمساويًا تزوج من جدة جيمي ومارتا، التي اعتادت على حياة الترف والرفاهية التي لم يكن قادرًا على توفيرها. رغم محاولاته المستميتة لإسعادها، تركته وعادت إلى منزل والديها، مصطحبة معها ابنهما الصغير، والد جيمي ومارتا، بينما بقي الابن الأكبر، والد هايدي، مع عمه. سعدت هايدي وجيمي بمعرفة أنهما أبناء عمومة، واحتفلت العائلة التي أعيد جمع شملها، رغم أن مارتا الصغيرة لم تستوعب الأمر.
حصلت مارتا على الإذن بالبقاء مع هايدي وبيتر، وانتقلوا إلى الشاليه في منطقة آلم خلال الصيف، حيث أسس بيتر مصن حصلت مارتا على الإذن بالبقاء مع هايدي وبيتر، وانتقلوا إلى الشاليه في منطقة آلم خلال الصيف، حيث أسس بيتر مصنعًا صغيرًا للجبن. غادرت جيمي مع والديها إلى فود، حيث تزوجت من ماكس، عالم جيولوجيا محلي تعرفت عليه من خلالهما. لكن مارتا لم تكن سعيدة، فقد ظلت تخشى أن تمتد "اليد" مجددًا لتأخذ من تحبهم.
لمساعدتها، أخذتها هايدي في نزهة إلى ما أسمته "حديقتها المسحورة"، حيث روت لها قصة العم، مما ساعد مارتا على فهم كل شيء. عند عودتهما إلى الشاليه، اكتشفت الأسرة أن مارتالي الصغيرة مفقودة. رغم حلول الظلام، انطلقت لمساعدتها، أخذتها هايدي في نزهة إلى ما أسمته "حديقتها المسحورة"، حيث روت لها قصة العم، مما ساعد مارتا على فهم كل شيء. عند عودتهما إلى الشاليه، اكتشفت الأسرة أن مارتالي الصغيرة مفقودة. رغم حلول الظلام، انطلقت مارتا للبحث عنها. وبعد ساعات من البحث، وجدت الفتاة الصغيرة نائمة عند سفح الجبل تحت صخرة. أصيبت مارتالي بالخوف وبدأت تصرخ. بينما كانت مارتا تحاول تهدئتها، أدركت كم كانت والدتها تواجه صعوبة في التعامل معها. أدى هذا الإدراك إلى قرار مارتا بالعودة مع والديها إلى منزلهم خلال فصل الصيف.